# Oriturus superciliosus
Tico-tico-riscado ou tico-tico-raiado (Oriturus superciliosus) é uma espécie de ave da família Emberizidae. É a única espécie do género Oriturus.
É endémica do México.
Os seus habitats naturais são: regiões subtropicais ou tropicais húmidas de alta altitude e campos de gramíneas de clima temperado.